# Vijay Iyer
Vijay Iyer (ur. 26 października 1971 w Albany) – amerykański pianista, jeden z najbardziej cenionych jazzmanów młodego pokolenia. 
Jest synem hinduskich imigrantów. Od trzeciego roku życia uczył się gry na skrzypcach, by w wieku 18 lat skoncentrować się na fortepianie, który opanował samodzielnie. 
Za wydaną w 2009 płytę Historicity tytułem jazzowego muzyka roku wyróżnił go między innymi miesięcznik DownBeat oraz Amerykańskie Stowarzyszenie Dziennikarzy Jazzowych (American Jazz Journalists Association). Indyjska edycja magazynu GQ umieściła go na liście 50 najbardziej wpływowych Hindusów.
Dwukrotnie występował na warszawskim festiwalu Warsaw Summer Jazz Days: w 2009 z Wadada Leo Smith Golden Quartet, a w 2010 z własnym zespołem: Vijay Iyer Trio. W 2010 ukazała się jego pierwsza solowa płyta zatytułowana Solo, która stała się okazją, by jeszcze w tym samym roku muzyk wystąpił w Kaliszu.
Niezależnie od kariery muzycznej, Iyer studiował fizykę i matematykę na Uniwersytecie Yale. Później obronił doktorat z fizyki na Uniwersytecie Kalifornijskim w Berkeley. Jego badania obejmowały między innymi percepcję muzyki.

## Dyskografia
- Memorophilia (1996, Asian Improv Records)
- Architextures (1998, Asian Improv / Red Giant Records)
- Panoptic Modes (2001, Red Giant Records)
- Your Life Flashes (2002, Pi Recordings) (w ramach trio Fieldwork)
- In What Language? (2003, Pi Recordings) (z Mikiem Laddem)
- Blood Sutra (2003, Artist House)
- Reimagining (2005, Savoy Jazz)
- Simulated Progress (2005, Pi Recordings) (w ramach trio Fieldwork)
- Raw Materials (2006, Savoy Jazz) (z Rudreshem Mahanthappą)
- Still Life with Commentator (2007, Savoy) (z Mikiem Laddem)
- Door (2008, Pi Recordings) (w ramach trio Fieldwork)
- Tragicomic (2008, Sunnyside)
- Historicity (2009, ACT Music + Vision)
- Solo (2010, ACT Music + Vision)
- Tirtha (2011, ACT Music + Vision)
- Accelerando (2012, ACT Music + Vision)
- Far From Over (2017, ECM Records) (jako Vijay Iyer Sextet)